# باشگاه فوتبال توپاپا مارائرنگا
باشگاه فوتبال توپاپا مارائرنگا یک باشگاه فوتبال از جزایر کوک است که در آواروآ، جزایر کوک واقع شده است. این تیم در حال حاضر در لیگ برتر جزایر کوک و جام حذفی جزایر کوک بازی می‌کند.

## تاریخچه
توپاپا موفق‌ترین باشگاه در جزایر کوک هست. آنها ۱۷ بار لیگ برتر جزایر کوک و ۱۰ بار جام حذفی جزایر کوک را برده‌اند. برای فصل ۱۳–۲۰۱۲ پس از کسب عنوان قهرمانی کشور، این تیم برای سومین بار در لیگ قهرمانان اقیانوسیه ۱۳–۲۰۱۲ شرکت کرد که پس از رد شدن از مرحله مقدماتی، در مرحله پلی‌آف مقابل مونت دور شکست خورد.

## افتخارات
- لیگ برتر جزایر کوک: ۱۷ قهرمانی
- جام حذفی جزایر کوک: ۱۰ قهرمانی